# Margaret Holden
Margaret Holden (1920-1998) fue una botánica, bioquímica e historiadora local inglesa.
Su padre era un viverista, quién la hizo interesar fuertemente en las plantas. Por ej. Margaret al ir aprendiendo a hablar, su padre también le enseñaba los nombres latinos de plantas. Así, ella aprendió los latinos antes de sus nombres comunes.
Estudió botánica en la University College, Londres y completó sus estudios en el Instituto de Medicina Lister. En 1946, publicó un artículo sobre pectinasa. En febrero de 1944, fue contratada en el Departamento de Bioquímica de la Estación Experimental Rothamsted, en Harpenden, para trabajar en biología fúngica.
Después de trabajar en esa Estación Experimental, Holden quiso experimentar algo diferente y decidió viajar a Ghana en África para estudiar la química de desarrollo de sabor en la alubia de cacao fermentada y también a estudiar el virus de la raíz, el cual es una enfermedad que afecta al cacao. Cuándo estaba a punto de regresar a Rothamsted,  empezó a centrar su tiempo estudiando la clorofila, el pigmento fotosintético vegetal. Luego, y hasta su retiro,  trabajó en las enfermedades que infectan el trigo.
En 1972, Holden escribió una historia de Rothamsted, Una Historia Breve de la Estación Experimental Rothamsted de 1843 a 1901. Holden murió en 1998.